# River Irt
Der River Irt ist ein Fluss im Lake District, Cumbria, England. Der River Irt entsteht als Abfluss des Wast Water an dessen westlichem Ende. Der gewundene Lauf des Flusses wechselt zwischen einer westlichen und einer südsüdwestlichen Richtung. Zwischen den Orten Drigg und Ravenglass fließt der Fluss in südlicher Richtung nur durch eine niedrige Landzunge vom Meer getrennt, bis er bei Ravenglass in das Ästuar, das aus seinem Lauf, dem River Esk und dem River Mite gebildet wird, mündet. Dieser Mündungstrichter geht dann in die Irische See über.